# Myrmecium monacanthum
Myrmecium monacanthum là một loài nhện trong họ Corinnidae.
Loài này thuộc chi Myrmecium. Myrmecium monacanthum được Eugène Simon miêu tả năm 1897.